# Lanza extintora de corte
La lanza extintora de corte es un equipo compuesto por un compresor de alta presión y una lanza especial que permite lanzar un chorro de agua a alta presión capaz de perforar diversos materiales para abrir accesos a recintos cerrados en los que se está desarrollando un incendio, aprovechando la misma agua que produce la perforación para la extinción del fuego.

## Técnica de uso
Esta herramienta permite al bombero aproximarse a un incendio confinado en un local, y comenzar su extinción abriendo un acceso mediante la proyección de un chorro de agua a alta presión que contiene partículas abrasivas, ya sea en una puerta o incluso en un muro. Una vez abierto el orificio, el operador selecciona el modo “solo agua” y el agua que se introduce en el recinto donde se desarrolla el incendio se disipa en forma de neblina (gracias a la alta presión) que enfría y sofoca la combustión.
La principal ventaja de este sistema es el incremento en la seguridad en las labores de extinción de incendios en interiores, al permitir reducir significativamente la temperatura y las llamas sin tener que acceder al interior, y evitando los riesgos de penetrar en espacios inundados de humo y con visibilidad reducida o nula. El pequeño diámetro del agujero de acceso reduce cualquier riesgo de flashover o backdraft al evitar abrir aberturas que permitan el acceso de aire que alimenten el fuego y que dan pie a estos fenómenos.
Otras ventajas son la reducción del tiempo para iniciar las labores de extinción, al comenzar evitando la aperturas de acceso de forma tradicional, como puede ser derribando puertas, a la vez que evita estos daños innecesarios.

## Características técnicas
Estos equipos pueden ser transportados en vehículos ligeros, ya que no requieren grandes cantidades de agua. El compresor proporciona agua a presiones entre 100 y 300 bares, con un caudal alrededor de los 50 litros por minuto por una mangueras de diámetro reducido que pueden llegar a los 300 metros de longitud. Equipos dotados con cisternas de 350 litros tienen autonomía para estar varios minutos trabajando, al margen de la posibilidad de conexión a hidrantes, con capacidad para perforar 15 cm de hormigón en 75 segundos o 100 mm de acero en 60 segundos.

## Desarrollo y fabricantes
Este equipo y las técnicas para su uso son originarias de Suecia, siendo el primer desarrollo el de la empresa Cold Cut Systems Svenska AB.
Cold Cut Systems Svenska AB fue fundada en 1988, dedicándose en su origen a los equipos de corte mediante agua a presión, pero en cooperación con la agencia responsable de los servicios de bomberos en Suecia  desarrolló esta herramienta a mediados de la década de los 90, estando disponible la primera versión comercial en el año 2000 bajo la denominación Cold Cut Cobra. En 2008, la empresa Saab adquirió el 27% de la compañía.

Para el mercado estadounidense, la empresa PyroLance LLC  fabricación y comercialización de un modelo “americanizado” similar al Cold Cut Cobra, denominado PyroLance.

Estos equipos están en servicio o están siendo probados en diversos países, incluyendo Estados Unidos, Suecia, Noruega, Reino Unido, Australia, Taiwán, Singapur, Hong Kong, República Popular China, Japón y Malasia.